# Bayanda Walaza
Bayanda Walaza (* 9. Februar 2006) ist ein südafrikanischer Leichtathlet, der sich auf den Sprint spezialisiert hat. Mit der südafrikanischen 4-mal-100-Meter-Staffel gewann er 2024 in Paris die Silbermedaille bei den Olympischen Spielen.

## Sportliche Laufbahn
Erste Erfahrungen bei internationalen Meisterschaften sammelte Bayanda Walaza bei den U18-Afrikameisterschaften 2023 in Ndola, bei denen er in 10,59 s die Bronzemedaille im 100-Meter-Lauf gewann und ging im Finale über 200 Meter nicht mehr an den Start. Im Jahr darauf siegte er bei den World Athletics Relays 2024 in Nassau mit der südafrikanischen 4-mal-100-Meter-Staffel in der 2. Qualifikationsrunde in 38,08 s sicherte damit dem Team einen Startplatz bei den Olympischen Spielen in Paris. Anschließend schied er bei den Afrikameisterschaften in Douala mit 10,26 s im Halbfinale über 100 Meter aus und kam im Staffelbewerb im Finale nicht ins Ziel. Im August gewann er bei den Olympischen Sommerspielen in Paris mit neuem Afrikarekord von 37,57 s im Finale gemeinsam mit Shaun Maswanganyi, Bradley Nkoana und Akani Simbine die Silbermedaille hinter dem kanadischen Team. Anschließend siegte er in 10,19 s und 20,52 s über 100 und 200 Meter bei den U20-Weltmeisterschaften in Lima. Bei den World Athletics Relays 2025 in Guangzhou siegte er in 37,61 s über 4-mal 100 Meter und daraufhin siegte er beim Meeting in Zagreb in 9,94 s. Im Juli siegte er bei den World University Games in Bochum in 10,16 s über 100 Meter sowie in 20,63 s auch über 200 Meter. Zudem gewann er im Staffelbewerb in 38,80 s die Silbermedaille hinter dem südkoreanischen Team.

## Persönliche Bestzeiten
- 100 Meter: 9,94 s (−0,3 m/s), 24. Mai 2025 in Zagreb
- 200 Meter: 20,08 s (+0,5 m/s), 19. März 2025 in Johannesburg